# Yen Bai (provincie)
Yen Bai (vietnamsky Yên Bái) je provincie na severu Vietnamu. Žije v ní přes 700 tisíc obyvatel, hlavní město je Yen Bai.

## Geografie
Sousedí s provinciemi Lao Cai, Lai Chau, Son La, Phu Tho, Tuyen Quang a Ha Giang. Zejména sever a západ provincie je hornatý. Severem provincie protéká Rudá řeka.